# Hapoel Tel Aviv
Hapoel Tel Aviv (hebräisch הפועל תל-אביב) ist ein israelischer Sportverein in Tel Aviv. Der Verein hat seine Ursprünge in der israelischen Arbeiterbewegung und gehört dem Arbeitersportbund Hapoel (hebräisch für Arbeiter) an.
Besonders bekannt ist die Fußballmannschaft des Vereins, die derzeit in der höchsten Spielklasse des Landes, der Ligat ha’Al spielt und im Bloomfield-Stadion beheimatet ist. Internationale Bekanntheit erlangte Hapoel Tel Aviv durch seinen Sieg bei der Erstaustragung des Pokals der Meister von Asien 1967. Bei einer erneuten Finalteilnahme 1970 unterlag der Verein hingegen im Finale. 2010 gelang erstmals in der Vereinsgeschichte die Teilnahme an der UEFA Champions League. In der Saison 2016/17 geriet der Verein in finanzielle Probleme, woraufhin ihm vom Verband 9 Punkte abgezogen wurden. Das führte in der Folge zum Abstieg in die zweithöchste israelische Spielklasse Liga Leumit. Im Jahr darauf erfolgte jedoch der sofortige Wiederaufstieg als Meister.

## Vereinsgeschichte
Gründungsversuche von Hapoel gehen auf das Jahr 1925 zurück. Seine heutige Form bekam er 1927 nach einer Vereinigung mit dem Allenby FC. 1928 gewann er das erste Fußballturnier des seinerzeitigen britischen Mandatsgebietes Palästina, dem Vorläufer des heutigen Staatspokals von Israel, und besiegte im Verlauf jenes Turnieres neben jüdischen Mannschaften auch arabische und britische Teams. Weitere Erfolge in Pokalwettbewerben folgten 1934, 1937, 1938 und 1939.

## Sportliche Erfolge
1957, neun Jahre nach der Gründung des unabhängigen israelischen Staates, gelang es dem Verein, erstmals die israelische Meisterschaft zu gewinnen. Weitere Meistertitel folgten 1966, 1969, 1981, 1986 und 1988. Im Pokal war Hapoel Tel Aviv in dieser Zeit 1961, 1972 und 1983 erfolgreich.
Internationale Bekanntheit erlangte der Verein, als er bei der Erstaustragung des Pokals der Meister von Asien 1967 im Finale gegen den malaiischen Vertreter Selangor FA siegte. 1970 drang die Mannschaft erneut in das Finale dieses Wettbewerbes vor, unterlag aber diesmal dem iranischen Hauptstadtclub Taj, der sich inzwischen in Esteghlal Teheran umbenannt hat.
Nach einer längeren Pause wurde der Club im Jahr 2000 erneut israelischer Meister. In der Qualifikation zur UEFA Champions League 2000/01 schied die Mannschaft jedoch in der 2. Runde gegen den SK Sturm Graz aus. In der folgenden Meisterschaftssaison 2000/01 wurde Tel Aviv Vizemeister, was zur Teilnahme am UEFA-Pokal 2001/02 berechtigte. Dort besiegte die Mannschaft unter anderen den FC Chelsea, Lokomotive Moskau und den FC Parma. Erst der AC Mailand konnte Tel Aviv im Viertelfinale stoppen. Auch in den folgenden Jahren gehörte der Club meist zu den besten israelischen Teams und spielte regelmäßig in den europäischen Wettbewerben mit, auch wenn Sensationen wie 2001/02 ausblieben. In der Saison 2006/07 erreichte die Mannschaft die Gruppenphase im UEFA-Pokal und qualifizierte sich als Dritter für die Runde der letzten 32, wo man gegen die Glasgow Rangers mit 2:1 und 0:4 ausschied.
In der Spielzeit 2006/07 verpasste der Club die Qualifikation für den UEFA-Cup über die Liga punktgleich mit dem mittlerweile erfolgreicheren Stadtrivalen Maccabi Tel Aviv nur aufgrund des schlechteren Torverhältnisses, konnte sich aber als Pokalsieger dennoch für den UEFA-Cup qualifizieren. In der Saison 2009/10 spielte Hapoel in der UEFA Europa League.

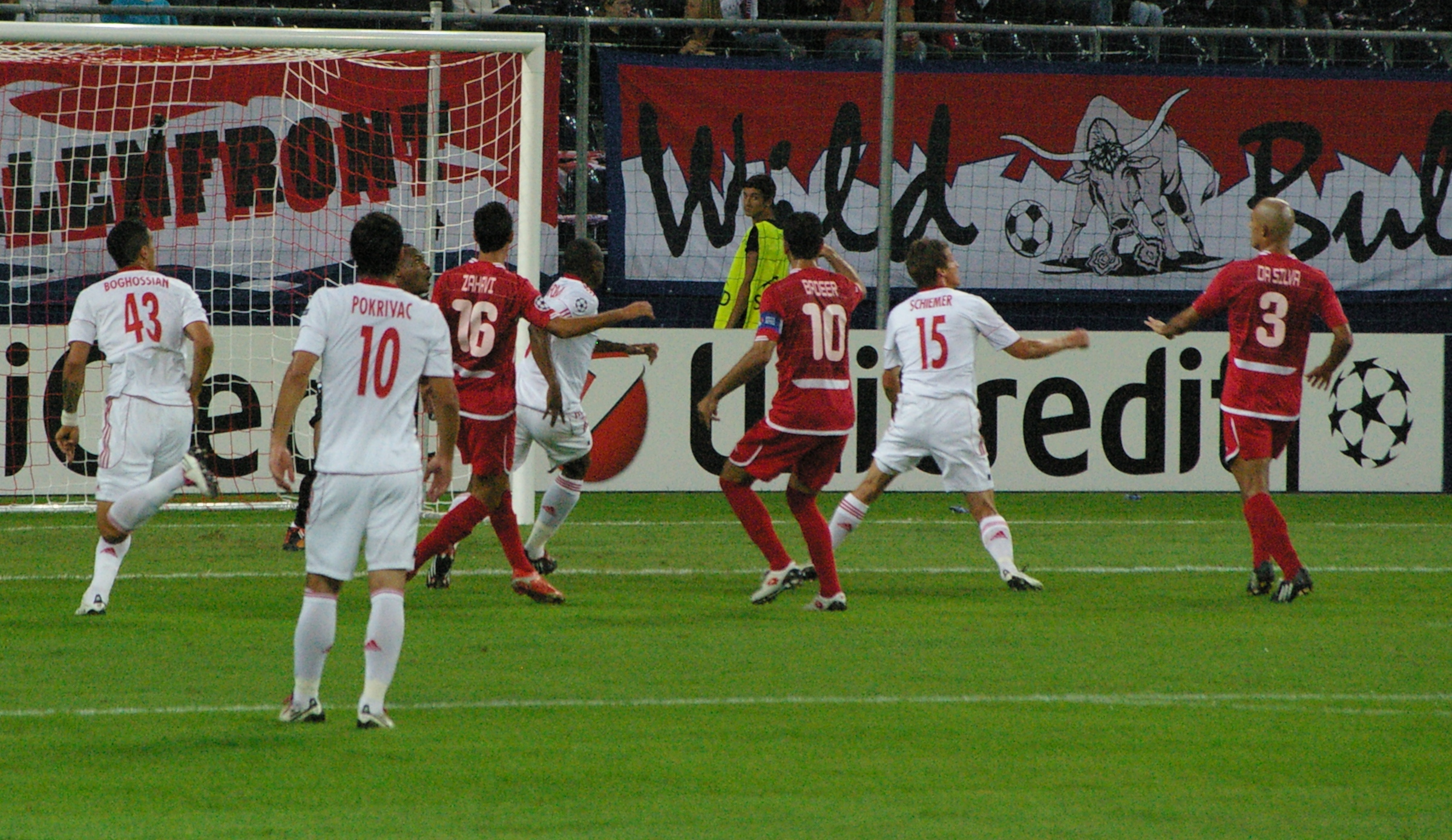
Champions-League-Qualifikationsspiel gegen FC Salzburg 2010/11

In der Saison 2009/10 errang Hapoel im letzten Spiel in der Nachspielzeit den Meistertitel. Außerdem konnte mit dem Pokalsieg das Double gewonnen werden. Somit stieg Hapoel Tel Aviv in der Saison 2010/11 in die 2. Qualifikationsrunde der UEFA Champions League ein, wo der FK Željezničar Sarajevo aus Bosnien und anschließend der kasachische Meister FK Aqtöbe in der 3. Qualifikationsrunde bezwungen wurden. In der Play-off-Runde besiegten sie den österreichischen Meister FC Red Bull Salzburg in Hin- und Rückspiel mit 3:2 und 1:1 und zogen damit in die Champions-League-Gruppenphase ein. In der Gruppe B spielte Hapoel mit Olympique Lyon, FC Schalke 04 und Benfica Lissabon. Das erste Spiel gegen Benfica Lissabon ging 0:2 verloren, das zweite Spiel gegen Olympique Lyon verlor Hapoel mit 1:3, auch im dritten Spiel gegen den FC Schalke 04 gab es eine 1:3-Niederlage.

## Fanszene
Die Ultras von Hapoel stehen der israelischen Linken und der äußersten Linken nahe. Hapoel war der letzte Verein, der formelle Verbindungen zur Politik abbrach, in diesem Fall zur Gewerkschaftsbewegung und zur gemäßigten sozialdemokratischen Arbeiterpartei Mapai sowie zu radikaleren Parteien wie der marxistischen Partei Mapam und der Maki.
Hapoels Ultras schwenken oft Flaggen mit den Gesichtern von Che Guevara und Karl Marx sowie Banner mit dem Slogan „Arbeiter der Länder, vereint euch!“. Die Ultras pflegen Freundschaften mit vielen anderen antifaschistischen Fanszenen, insbesondere zu Fans des FC St. Pauli, Standard Lüttich, Omonia Nikosia und Celtic Glasgow.
Die beiden Rivalen von Hapoel sind Maccabi Tel Aviv, gegen die sie das Tel-Aviv-Derby austragen, und Beitar Jerusalem, das als Mannschaft der rechtsextremen Israelis gilt (und sich selbst als solche betrachtet).
Eine im Juni 2011 veröffentlichte Haaretz-Umfrage identifizierte Hapoel Tel Aviv nach Maccabi Haifa als zweitbeliebteste Fußballmannschaft unter den israelischen Arabern.
Eine weitere Umfrage, die Yedioth im März 2012 durchgeführt hat, ergab, dass Hapoel mit einem Anteil von 19 Prozent die viertbeliebteste Mannschaft unter israelischen Fußballfans ist. Dieselbe Umfrage ergab, dass 32 Prozent der Einwohner Tel Avivs die Mannschaft unterstützen.

## Stadion

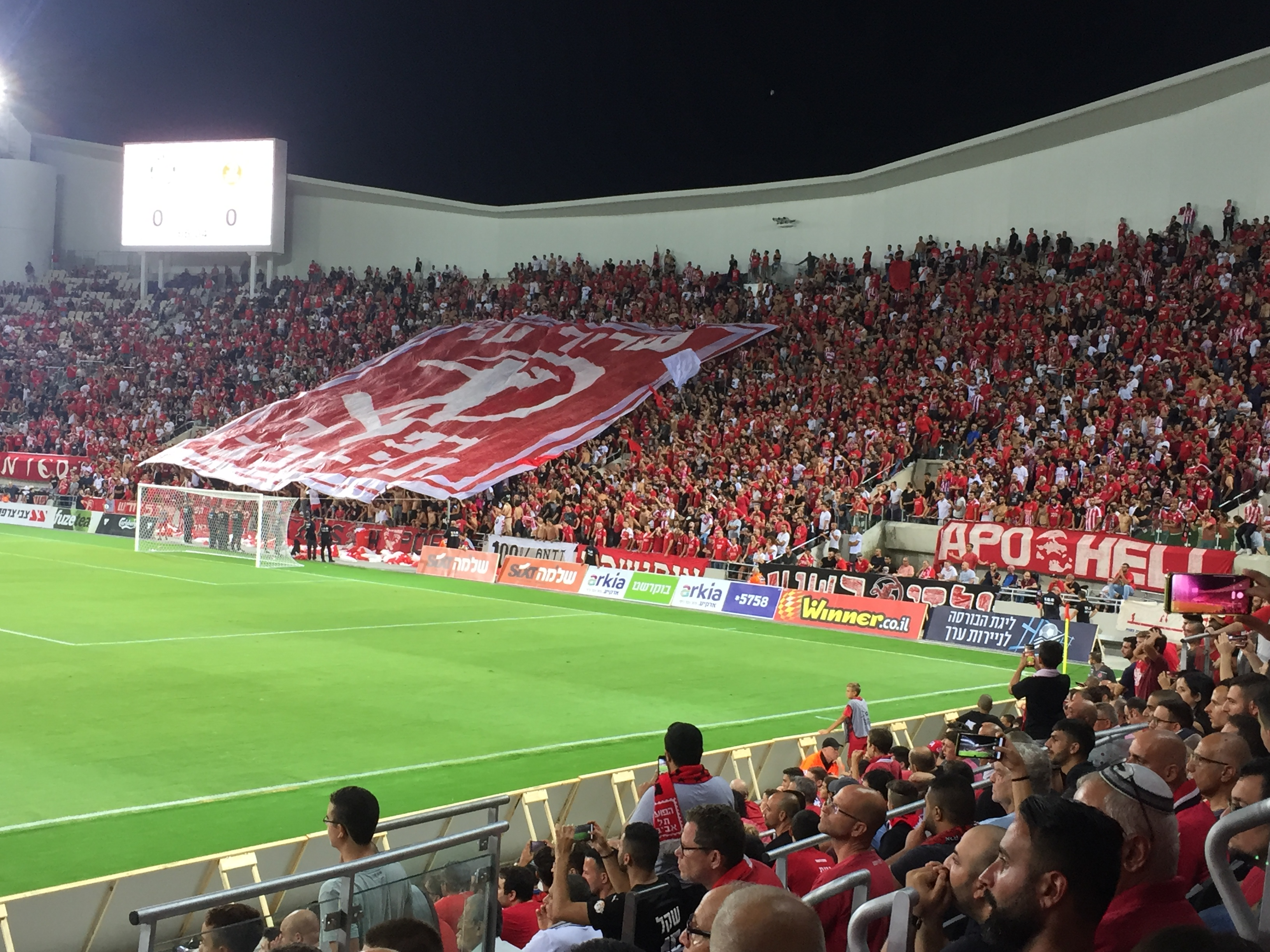
Das Bloomfield-Stadion in Tel Aviv (2019)

Der Verein trägt seine Heimspiele im 1962 eröffneten und 2000 renovierten Bloomfield-Stadion in Tel Aviv aus. Das Stadion hat eine Kapazität von etwa 29.400 Sitzen. Der Verein teilt sich die Stadionnutzung mit den Ortsrivalen Maccabi und Bnei Yehuda.
Die Spielstätte ist nach dem Bloomfield Fonds benannt, aus welchem die Finanzierung des Baus erfolgte. Das Eröffnungsspiel bestritten am 12. Oktober 1962 Hapoel und der FC Twente Enschede aus den Niederlanden. Von 1950 bis zu diesem Zeitpunkt spielte Hapoel in Basa.
Die Anlage wird auch für Musikveranstaltungen genutzt.
Phil Collins, die Scorpions und die Black Eyed Peas hatten in diesem Stadion schon Auftritte.

## Erfolge
- Sieger vom Asian Champion Club Tournament: (1×) 1967
- Israelischer Meister: (13×) 1934, 1935, 1938, 1940, 1943, 1957, 1966, 1969, 1981, 1986, 1988, 2000, 2010
- Israelischer Pokalsieger: (15×) 1928, 1934, 1937, 1938, 1939, 1961, 1972, 1983, 1999, 2000, 2006, 2007, 2010, 2011, 2012
- Israelischer Ligapokal: 2002, 2024

## Andere Sportarten
1992 nahm die Schachabteilung am Europapokal der Vereinsmannschaften, dem European Club Cup, teil.

### Basketball
Hapoel wurde in den 1960er-Jahren fünfmal nationaler Meister und errang zudem vier Pokalsiege.

## Trainer
- Jenő Kalmár (1960–1962)
- Dror Kashtan (1996–1997, 1999–2004, 2005–2006)